# Gregg Tafralis
Gregory Louis Tafralis (San Francisco, 9 aprile 1958 – 11 agosto 2023) è stato un pesista statunitense, finalista olimpico alle olimpiadi di Seul 1988.

## Biografia
Aveva un primato personale di 21,98 m. 
Ricevette due squalifiche per doping: la prima di due anni il 11 febbraio 1995, nella quale gli venne tolta la medaglia d'argento vinta ai Giochi Panamericani dello stesso anno, e la seconda a vita il 16 febbraio 1999 perché trovato positivo in un test antidoping al metandrostenolone.

## Vita privata
Era padre del giocatore di football americano Adam Tafralis.

## Palmarès
| Anno | Manifestazione      | Sede          | Evento         | Risultato | Misura  | Note |
| ---- | ------------------- | ------------- | -------------- | --------- | ------- | ---- |
| 1985 | Mondiali indoor     | Parigi        | Getto del peso | 8º        | 18,93 m |      |
| 1987 | Mondiali indoor     | Indianapolis  | Getto del peso | 4º        | 20,26 m |      |
| 1987 | Mondiali            | Roma          | Getto del peso | 13º       | 19,62 m |      |
| 1987 | Giochi panamericani | Indianapolis  | Getto del peso | Argento   | 20,17 m |      |
| 1988 | Giochi olimpici     | Seul          | Getto del peso | 9º        | 20,16 m |      |
| 1995 | Giochi panamericani | Mar del Plata | Getto del peso | dq        | dq      |      |